# Step Back
«Step Back» es el sencillo debut grabado por el supergrupo surcoreano Got the Beat, la primera unidad del grupo proyecto surcoreano Girls on Top. Fue lanzado digitalmente el 3 de enero de 2022 por SM Entertainment. Descrita como una canción de hip-hop y R&B, la canción fue escrita por Yoo Young-jin, quién también compuso junto con Dwayne Abernathy Jr., Taylor Monet Parks, y Ryan Jhun. La canción habla sobre una chica altoestimada que advierte a otra chica de que no se acerque a su amante.

## Antecedentes y composición
El 26 de diciembre de 2021, SM Entertainment lanzó un nuevo grupo proyecto femenino llamado Girls on Top, junto con su primera subunidad GOT the beat. Entre el 28 y el 29 de diciembre, se publicaron imágenes de cada miembro del grupo (por orden: BoA, Taeyeon, Seulgi, Winter, Hyoyeon, Wendy, Karina).
"Step Back" fue compuesta por Dwayne Abernathy Jr., Taylor Monet Parks, y Ryan Jhun, junto con Yoo Young-jin, quién también escribió las letras en coreano de la canción. La canción fue escrita por Yoo y fue ampliamente conocido como el representante de SM Music Performance (SMP), que cuenta con fuertes interpretaciones y letras sociales críticas únicas para SM Entertainment.

## Posicionamiento en listas
| Listas (2022)                      | Mejor posición |
| ---------------------------------- | -------------- |
| Global 200 (Billboard)             | 116            |
| Indonesia (Billboard)              | 12             |
| Japón (Japan Hot 100)              | 69             |
| New Zealand Hot Singles (RMNZ)     | 19             |
| Singapur (RIAS)                    | 19             |
| South Korea (Gaon)                 | 4              |
| South Korea (K-pop Hot 100)        | 6              |
| US World Digital Songs (Billboard) | 5              |
| Vietnam (Vietnam Hot 100)          | 19             |

| listas (febrero 2022) | mejor posición |
| --------------------- | -------------- |
| Corea del Sur (Gaon)  | 5              |